# Kikkuli
Kikkuli – żyjący w XIV wieku p.n.e. pisarz hurycki pochodzący z Mitanni, działający na dworze hetyckiego króla Suppiluliumy I, autor traktatu o hodowli i treningu koni.
Traktat Kikkulego, spisany na czterech glinianych tabliczkach, został odnaleziony w ruinach Hattusy. Autor określił sam siebie mianem asussani, związanym etymologicznie z sanskryckim aśva – „koń”. Tekst, pisany pismem klinowym w języku hetyckim, zawiera liczne pożyczki indoirańskie, głównie liczebniki (aika „jeden”, ter(a) „trzy”, panka „pięć”, setta „siedem”, nā „dziewięć”) i terminologię fachową związaną z hippiką (wasanna „tor wyściowy”, wartanna „okrążenie (toru)”).